# 290.
290. je deseto desetletje v 3. stoletju med letoma 290 in 299. 